# Pedaria gigantea
Pedaria gigantea là một loài bọ cánh cứng trong họ Bọ hung (Scarabaeidae).